# Новокулево
Новоку́лево (баш. Яңы Күл) — село в Нуримановском районе Башкортостана, административный центр Новокулевского сельсовета. Согласно переписи 2020 года население составляло 1391 человек.

## История
Было центром Кудейского кантона.
Встречается трудность в определении названий одноименных или рядом расположенных сел. Так, например, коренная и дочерная деревни Старо- и Новокулево в документах упоминаются как Кулево. Или коренное поселение Старокулево называлось Старомечетлино, но было время, когда обе эти деревни функционировали самостоятельно. Поэтому вести разговор о каждой из них в отдельности очень затруднительно.
Перепись 1795 г. не зафиксировала Новокулево, поскольку она возникла на рубеже XVIII—XIX вв.
Во всех деревнях на учет взяты, кроме вотчинников, и башкиры-припущенники. В 1795 г. в д. Старокулево в 10 дворах отмечено 27, в 1834 г. — 60 башкир-припущенников. Из них большинство прибыло из Салзегутской волости «с давнего времени» без договора, а некоторая их часть — из Урман-Кудейской волости. В 1735 г. кулевцы Ахымбет Тленметев, Тоскубай Янымбетев, Казбулат Тубашев, Чюрюбай Кучюков, Таир Семенов, Байслан Ерымбетев, Ишимек Уразаев, Батыр Байкеев, Абдюк Келчюрин, Мутюкай Якчюрин, Абдул Бекимбетев, Рыс Кангильдин, Мамсеит Урускулдин припустили ясачного татарина Юсупа Юнусова «на вотчинную свою землю поселитца двором» с условием «ясак в казну е.и.в. платить с нами в наше общее повытье вопче, а тептерской ясак, которой положен на нем, Юсупе, то оной ясак платить ему, Юсупу, одному, а нам до того платежа дела нет». Заодно отметим, что через 6 лет в документе о взяточнике переводчике Оренбургской комиссии Шафее Енадарове, который через своего человека взыскал «якобы за долг» у башкира д. Кулево сына упомянутого Байслана Аракая Байсланова «деньгами и товаром» на сумму в 75 руб. Название Кулево встречается в заемной записи башкира этого поселения Ягафара Имакаева, занявшего в 1764 г. у мишаря Казанской дороги Надырши Аблязина 57 руб. с условием возврата долга через год. При этом «до того сроку быть ему, Ягафару, у него, Надырши, в работе з зачетом из оных денег 4 руб. А сверх того до выплаты оных денег быть в закладе у него, Надырши, в доме детям моим родным Абдрахману, Сейфюлмюлюку и Сеитбатталу Ягафаровым». В д. Старомечетлино «с давнего времени» проживали башкиры Урман-Кудейской и Салзегутской волостей в качестве припущенников. Кроме того, в 1777 г. вотчинники приняли к себе еще и тептярей, которые обосновались на окраине села, названного Янагаменовой. В 1816 г. тептярей было 10, в 1834 г. — 14 человек. В 1813 г. 8 семей башкир из д. Гумерово 4-го кантона Троицкого уезда были приняты в эту деревню. Деревня Сатлык возникла как выселок из д. Новокулево в 1905 г. Тогда выселок состоял из 5 дворов, где проживало 40 башкир. По Уфимскому уезду сведений об участии башкир в Отечественной войне 1812 г. до сих пор не обнаружено. Тем не менее в 1816 г. VII ревизией были учтены кавалеры 52-летний Мендякей Сафаров и 30-летний Бикташ Баязитов, проживавшие в д. Новокулево (7-й юрте 8-го башкирского кантона).
Село Новокулево стало центром Булекей-Кудейской волости, к 1834 г. здесь было 2 мечети, мельница, в конце столетия — 7 бакалейных лавок. В Старомечетлино до середины XIX в. была 1, в конце века — 2 мечети. Имелись здесь и лавки (4), и хлебозапасный магазин. Старокулево — родина известного поэта и прозаика Гайнана Хайри (1903—1938). Он автор повестей «Кооператоры», «Жена» и одного из первых романов башкирской литературы «Поворот».

## Население
| 2002 | 2009  | 2010  |
| ---- | ----- | ----- |
| 1398 | ↗1667 | ↘1465 |

Национальный состав
Согласно переписи 2002 года, преобладающая национальность — башкиры (90 %).

## Географическое положение
Расстояние до:
- районного центра (Красная Горка): 15 км,
- ближайшей ж/д станции (Иглино): 36 км.

## Религия
В селе есть мечеть.

## Известные уроженцы
- Нуриманов, Багаутдин Ялалетдинович (2 мая 1893 — 1918) — один из руководителей революционного движения в Башкирии, активный участник гражданской войны в России[6][7].
- Асфандияров Сабир Сайделевич (род. 1912) — гвардии капитан 19 гвардейской стрелковой дивизии в составе 39 армии 5 гвардейского стрелкового корпуса, командир стрелкового батальона 56 гвардейского стрелкового полка. Призван на фронт в августе 1942 года Белорецким РВК Башкирской АССР. Последняя военная операция, в которой он принимал участие — Восточно-Прусская операция (13 января — 25 апреля 1945), Убит 8 февраля 1945 года. Первичное место захоронения — Восточная Пруссия, Кенигсбергский окр., Фишхаузен р-н, д. Квандитен.